# Pinalia bipunctata
Pinalia bipunctata là một loài thực vật có hoa trong họ Lan. Loài này được (Lindl.) Kuntze miêu tả khoa học đầu tiên năm 1891.